# Лесама (парк)
Парк Лесама (ісп. Parque Lezama) — парк у місті Буенос-Айрес. Його обмежують вулиці Дефенса і Бразилії, а також проспекти Авеніда Мартін Гарсія й Авеніда Пасео Колон, парк перебуває у районі Сан-Тельмо, хоча він має кордони з районами Ла-Боки і Барракас.
Парк відомий своїми тінистими алеями, амфітеатром і каньйоном. У парку розташований Національний історичний музей.

## Історія

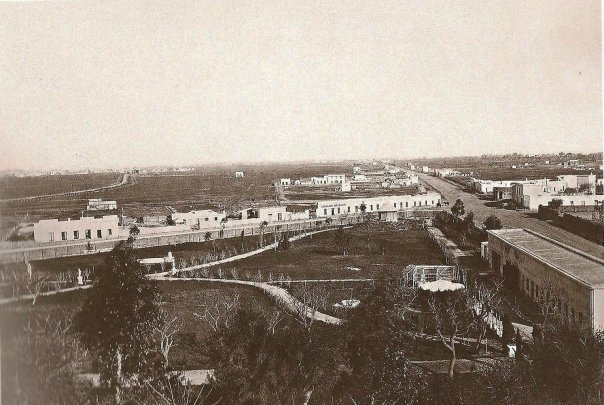
Вигляд майбутнього парку Лесама й Авеніда Мартін Гарсія, фотографія зроблена (1867)

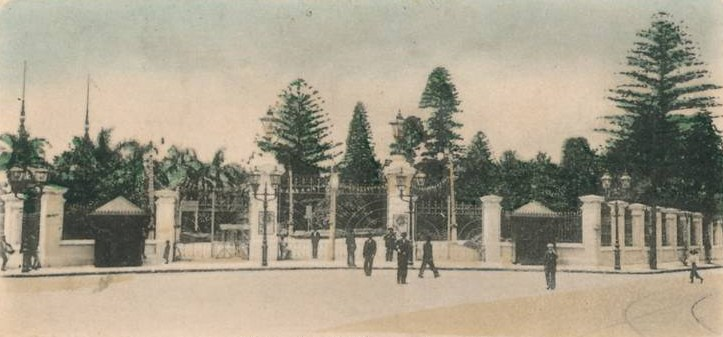
Ворота Парку Лесама, знесені разом з парканом (1931)

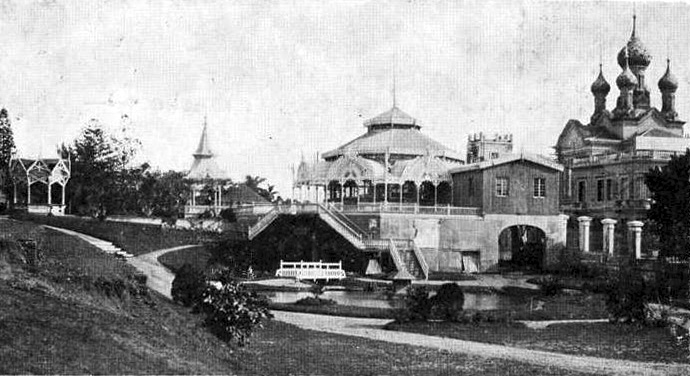
Озеро (сьогодні амфітеатр), ресторан і кіоск на вулиці Бразилії, праворуч куполи собору Пресвятої Трійці, Буенос-Айрес (1900)

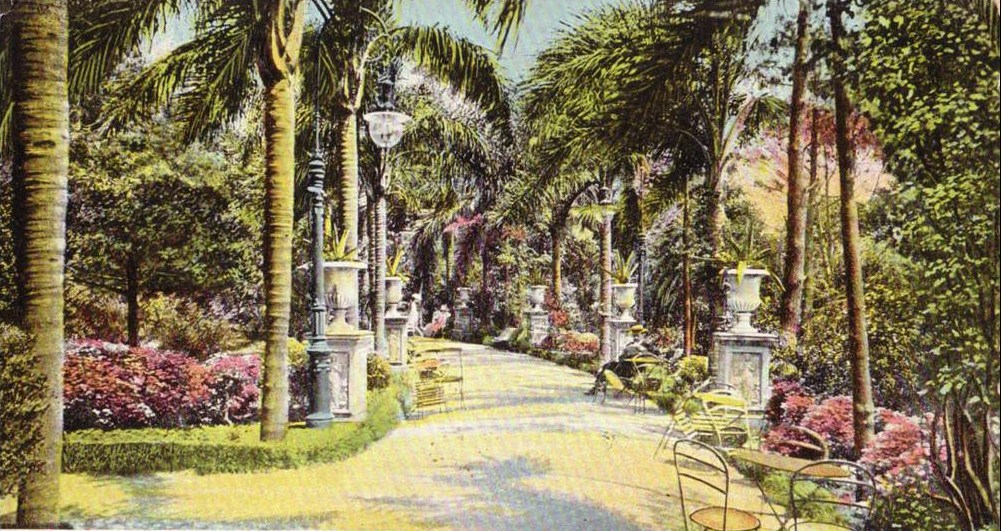
Територія парку з класичними вазами, вигляд 1900 року.

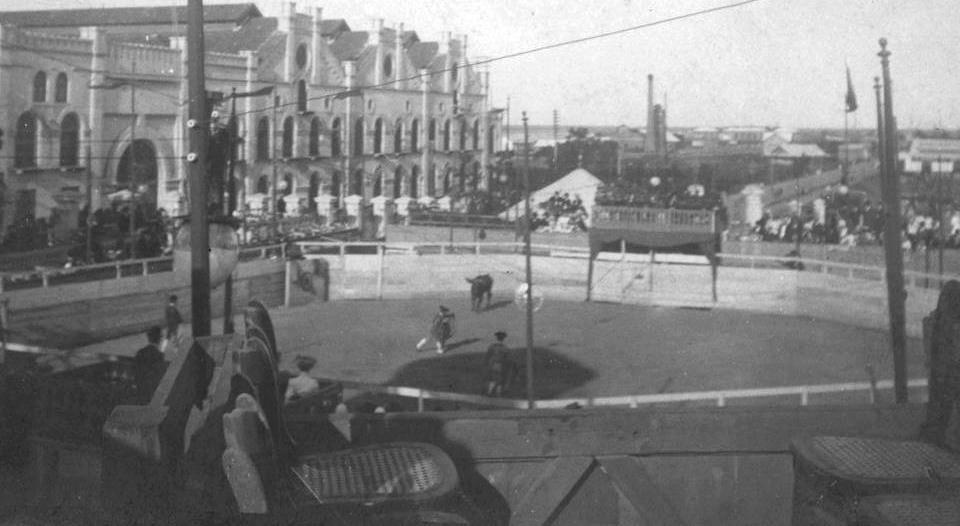
Пласа де Торос тимчасово розташована на вулиці Бразилії (1900)

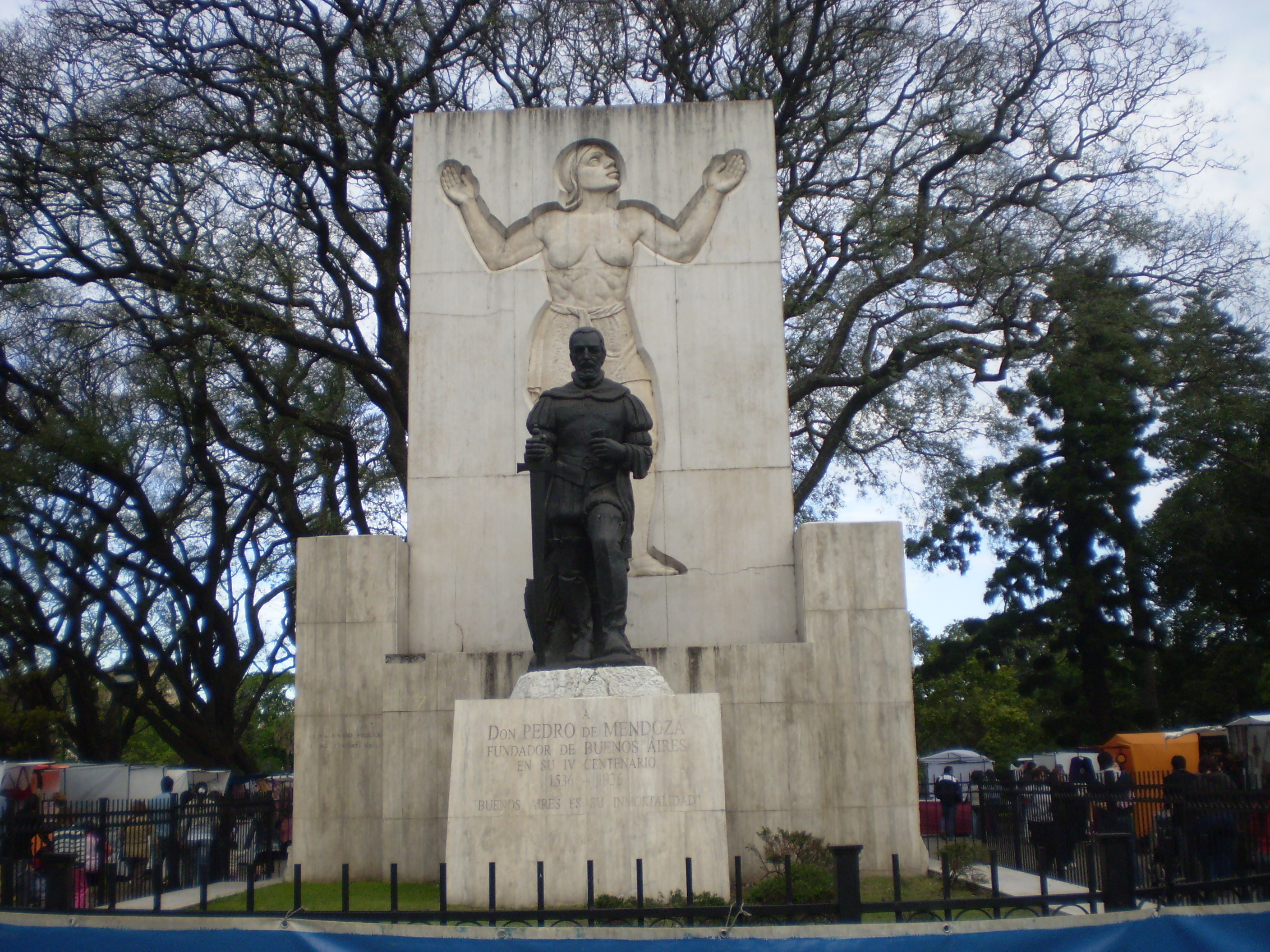
Пам'ятник Педро Мендосі, відкритий у 1937 році до 400-ї річниці заснування міста.

Територія сучасного парку Лесама була до дев'ятнадцятого століття місцем безпосередньо на узбережжі Ріо-де-ла-Плата, де сьогодні знаходиться Авеніда Пасео Колон, і пояснює його сучасний крутий каньйон.
На думку деяких істориків, парк розташований у місці, де Педро де Мендоса вперше заснував місто Буенос-Айрес у 1536 році. Це поселення було покинуте у наступному році, через що його розташування є предметом дискусій серед археологів й істориків.
Земля, яка зараз зайнята парком, була виділена Хуаном де Гараєм у 1580 році Алонсо де Вері, і завжди була поза центром міста. Тут були незаселені землі, які називалися «Пунта-де-Санта-Каталіна» принаймні до 1739 року, коли їх купила Марія Базурко.
До кінця вісімнадцятого століття, частина сучасного парку використовувалася Філіппінською компанією, яка займалася продажем рабів. У 1802 році садиба перейшла у руки Мануеля Гальєго і Валькарселя. Після його смерті, у 1808 році, земля була куплена на відкритому аукціоні Даніелем Маккінлі у 1812 році. Він почав облаштовувати це місце і земля отримала назву La Residence і стала місцем дуелей, як-от між Хуаном Маккенною і Луїсом Каррерою у 1814 році, а пізніше була остаточно відчужена наступником Маккінлі — англійцем Чарльзом Ріглі Хорном у 1846 році. Новий хазяїн, який отримав землю, вирішив купити також і сусідні землі і збудував свій особняк на сучасній вулиці Дефенса, але у 1852 році, з падінням Хуана Мануеля де Росаса, був засланий у Монтевідео. Упродовж багатьох років на домі майорів британський прапор, і тому місцеві звикли називати маєток Кінта-де-лос-Інгелес, назва міститься у різних міських планах тієї пори, і згадується відомим письменником Естебаном Ечеверрією.
У 1857 році маєток купив землевласник Хосе Грегоріо Лесама, аж до сучасної вулиці Бразилії. Лесама перебудував особняк і перетворив це місце на великий приватний парк за допомоги бельгійського ландшафтного архітектора Шарля Вереєке, який дуже любив ботаніку. Окрім того, у 1858 році під час епідемії холери, він працював там у лазареті. Після смерті власника ранчо у 1889 році його вдова Анхела Альсага продала у 1894 році маєток місту Буенос-Айресу за номінальною вартістю ($ 1,5 млн), за умови, щоб тут був створений суспільний парк названий на честь її покійного чоловіка. У розкішнім особняку на вулиці Дефенса у 1897 році розташувався Національний історичний музей; у його кімнатах були виставлені понад 50000 раритетів пов'язаних з історією Аргентини до 1950 року.
Дизайн нового суспільного парку був зроблений у 1896 році французьким ландшафтним архітектором Шарлем Тейсом, який працював у муніципалітеті упродовж багатьох десятиліть. Муніципалітет придбав будинки, які стояли на вулиці Дефенса, щоб розширити територію парку. Під час знесення була велика кількість сміття аж до вулиці Бразилії. До 1950 року були знесені стайня і нова двоповерхова будівля школи.
На теренах парку у 1900 році між вулицями Бразилії і Балькарсе був збудований ресторан у формі млина. Але у парку були й інші будівлі: дитяча залізниця, відкритий театр, збудований у 1908 році, арена для бою бугаїв, озеро з гондолами на вулиці Бразилії, кіоск і молочна ферма, альтанка й розарій на проспекті Авеніда Мартін Гарсія, ковзанка, величезний бокс-трибуна для свят, цирк, школа верхової їзди і кілька пам'ятників.
У 1914 рокові на місці озера було побудовано амфітеатр. Спочатку для нього використовували дерев'яний фундамент, дуже скоро замінений на цементний, закритий бруківкою. Варто зазначити, що перед амфітеатром, між 1898 і 1901 роками було збудовано храм Російської Православної Церкви, по проекту архітектора Алехандро Кристоферсена.
У 1931 році паркан навколо парку Хосе Лесама був зруйнований за наказом мера Хосе Герріко і тому парк був відкритий для публіки на постійній основі. Тим не менш, до кінця 1990 року з'явилися нові ідеї, щоб відгородити парк, через розповсюджених у Буенос-Айресі у ті роки вандалів, через яких страждали і місцевий жителі у суспільний місцях.
У парку було дві реставрації у 1999 і 2003 роках, зроблених за дорученням уряду міста, мера Анібаля Ібарра. Завдяки цьому відбулося відновлення трьох туалетів, двох тенісних кортів, поставлено нові смітники і лавки, стало більше світла завдяки новим ліхтарям у колоніальному стилі в амфітеатрі, на 20 тисячах квадратних метрів знову засаджена трава.

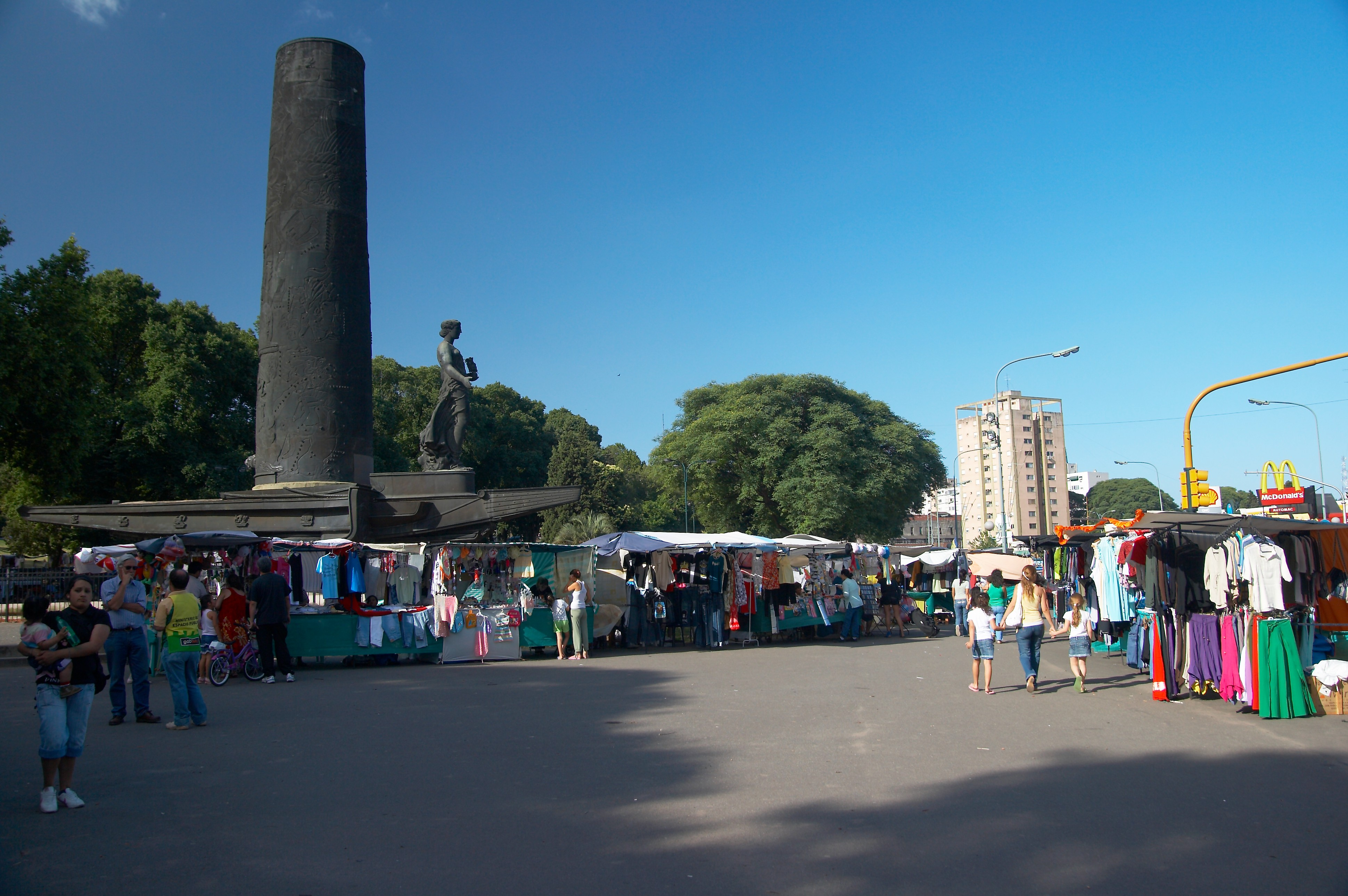
Популярний ярмарок у Парку Лесама

На початку червня 2013 року був затверджений проект оголошення Парку Лесама національною історичною пам'яткою, за розпорядженням Національної комісії у справах музеїв й охорони пам'ятників й історичних місць в комітеті культури Конгресу Аргентини. Законодавча ідея була запропонована депутатом від міста Буенос-Айрес, Марією-дель-Кармен Б'янки, від партії Фронт за перемогу, котра сказала: «В останні роки ми стали свідками того, що на жаль, відбувається жорстоке втручання публічного простору в природу в нашому місті», однак проти цього закону була конгресмен Патрісія Буллріх, котра запропонувала підняти проект повістки дня для відновлення парку.
У 2015 році були оновлені всі внутрішній підлоги і периметр тротуарів. Заасфальтована дорога була трохи відремонтована і замінені кольорові плитки, оригінальні цегляні підлоги, лавки, сміттєві баки, а також були додані питні фонтанчики, і була збудована новий дитячий майданчик.

## Опис

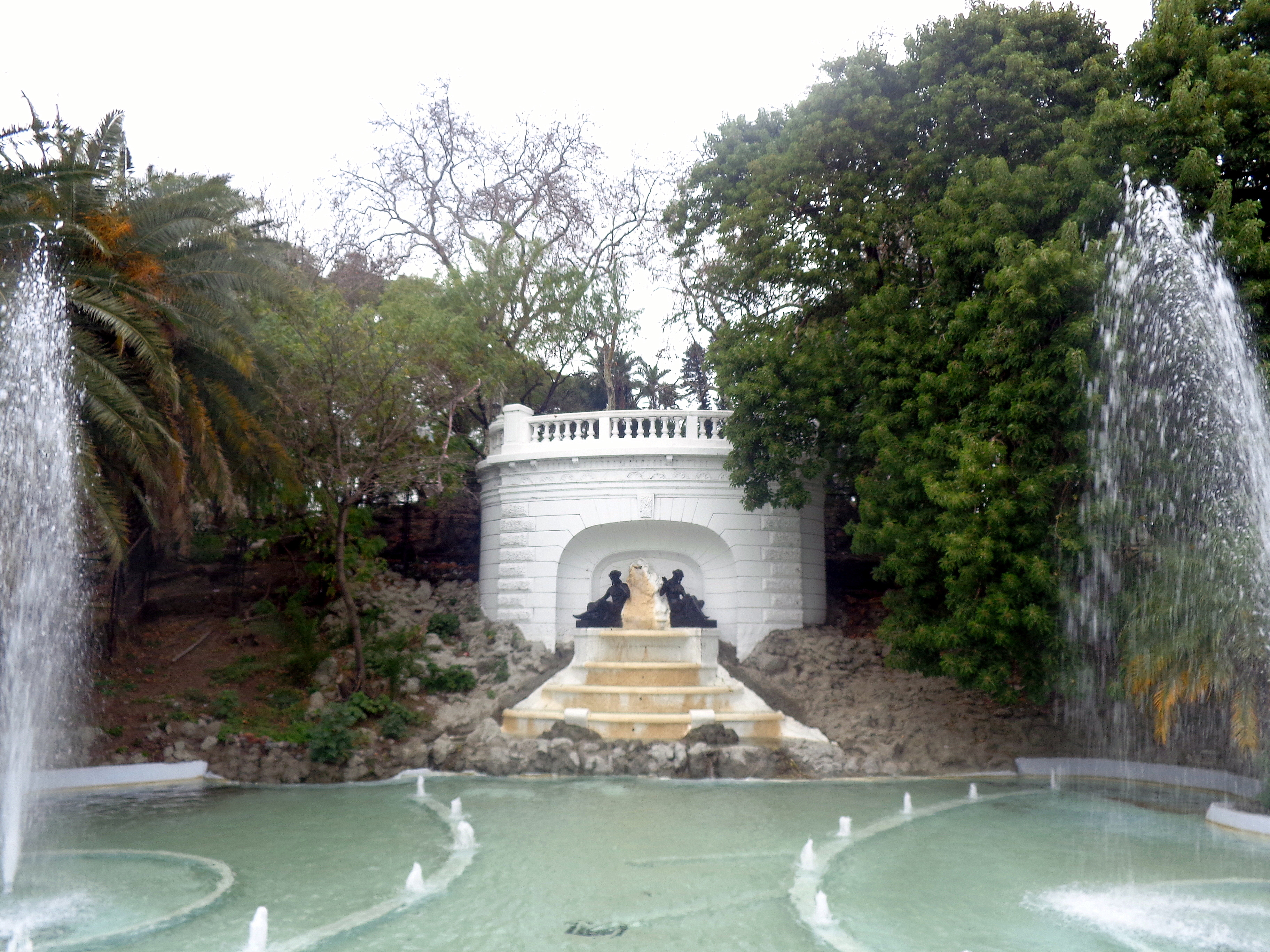
Джерело в парку Лесама.

Парк Лесама має своєрідний рельєф. Він перебуває на невеликому плато, тому загалом має плаский рельєф. Тим не менш, у ньому розташований каньйон, який є старим берегом ріки Ріо-де-ла-Плата, який пізніше був відгороджений дамбами і новим районом Пуерто-Мадеро. Цей каньйон проходить паралельно проспектам Авеніда Пасео Колон, Авеніда Леандро Н. Алем і Авеніда дель Лібертадор, і має три точки, де він має найбільший нахил: Парк Лесама, площа Франції і квартал Барранкас дель Бельграно. Розташований у цьому винятковому каньйоні, парк має стежки, оглядові майданчики, сходи.

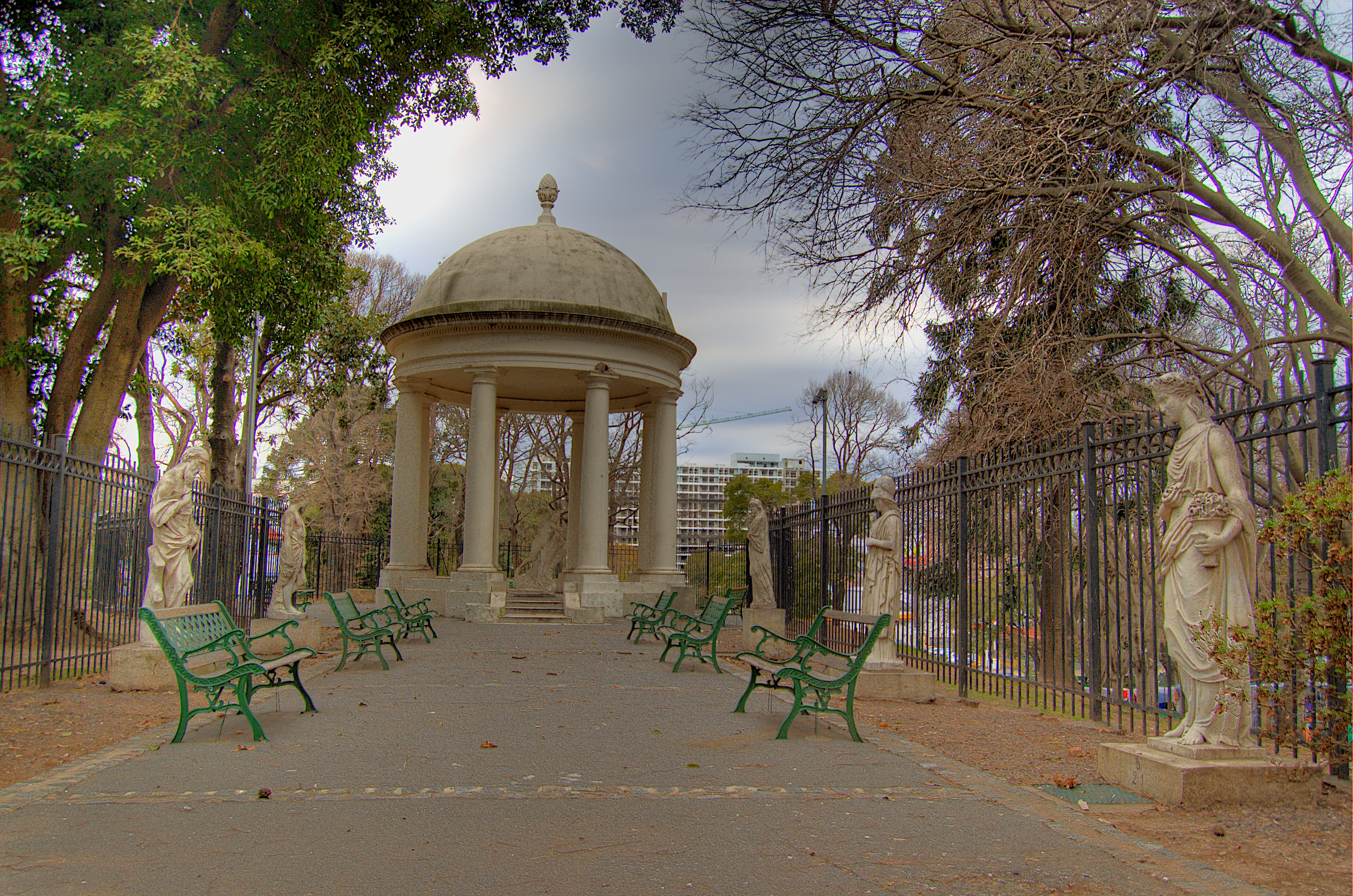
Грецький храм оточений алегоричними статуями.

На розі вулиць Дефенса і Бразилії перебуває пам'ятник Педро де Мендосі, так як це приблизне місце, де був споруджений перший камінь у будівництво Буенос-Айреса. Він був відкритий 23 червня 1937 року і є роботою скульптора Хуана Карлоса Оліва Наварро, який зобразив Педро де Мендосу у бронзі, котрий стоїть перед великою мармуровою плитою, на якій була вирізьблена фігура індіанця. У протилежних кутах перебувають традиційні бари і магазини (у тому числі бари Británico і El Hipopótamo).

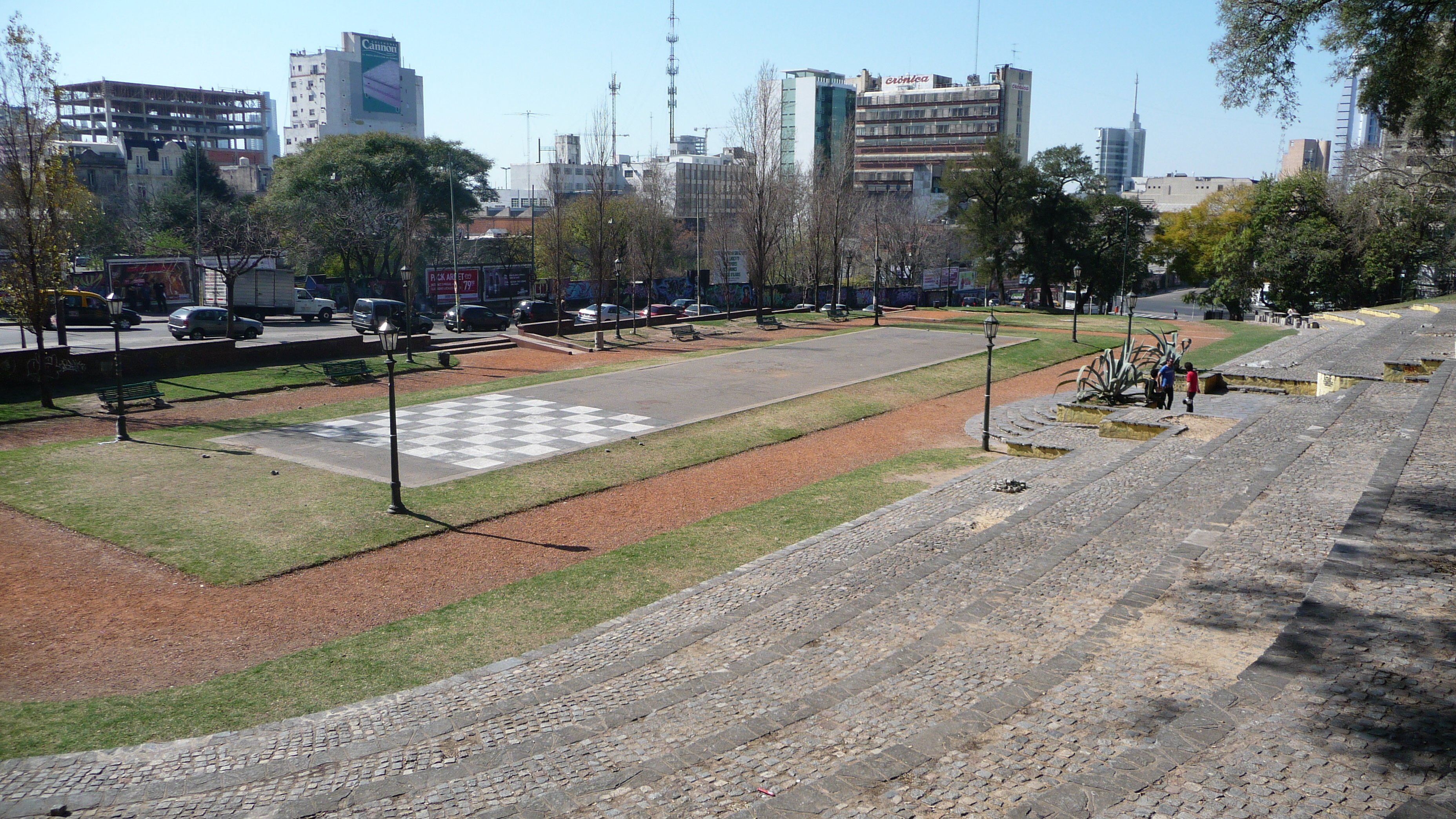
Амфітеатр.

На вулиці Бразилії, якраз навпроти рогу з вулицею Балькарсе, збудовано амфітеатр з кам'яними східцями, де проводять шоу просто неба. У центрі встановили статую «Diana Fugitiva o Siringa», створена під греко-римським впливом. Сходячи вниз до Авеніда Пасео Колон, можна дістатися до оглядового майданчика з двома сходами, які оточують великий фонтан з бронзовою статуєю Нептуна і Наяди, купленої у французького дому Du Val D'Osne.
У каньйоні поряд з Національним історичним музеєм, є тераса з лавками і залізними прутами, котрі залишилися від старому маєтку Кінта Лесама і де перебуває уже кілька років статуя Матері Терези. Поряд з терасою знаходиться служба утримання парків і садів, де працюють співробітники технічного обслуговування роботи парку. Дійшовши до рогу вулиць Дефенса й Авеніда Мартін Гарсія, рядом з дитячим ігровим майданчиком, працює карусель, збудована у 1960 році, одна з 53 каруселей у місті Буенос-Айрес. На розі вул. Мартіна Гарсії поблизу її перехрестя з вулицею Ірала, розташований пам'ятник, дарунок від Республіки Уругвай місту Буенос-Айрес за нагоди святкування чотирьохсотліття з дня його заснування Педро де Мендосою. Пам'ятник виконаний уругвайськими скульпторами Антоніо Пеною і Хуліо Віламахою.
Всередині парк зберігає частину того, що колись була частиною саду Лесама у його початковому вигляді з рядами декоративних мармурових ваз.
Нарешті, у середині парку розташований невеликий храм у греко-римського стилі. Зараз статуя «Diana Fugitiva o Siringa», котра була у середині храму, перенесена у амфітеатр на вулиці Бразилії, плитка сьогодні викладена і використовується як сцени амфітеатру.